# Cass County, North Dakota
Cass County är ett administrativt område i delstaten North Dakota, USA, med 149 778 invånare. Den administrativa huvudorten (county seat) är Fargo.

## Geografi
Enligt United States Census Bureau har countyt en total area på 4 579 km². 4 571 km² av den arean är land och 7 km² är vatten.

### Angränsande countyn
- Traill County - nord
- Norman County, Minnesota - nordöst
- Clay County, Minnesota - öst
- Richland County - sydöst
- Ransom County - sydväst
- Barnes County - väst
- Steele County - nordväst

### Orter
- Alice
- Amenia
- Argusville
- Arthur
- Ayr
- Briarwood
- Buffalo
- Casselton
- Davenport
- Enderlin
- Fargo (huvudort)
- Frontier
- Gardner
- Grandin
- Harwood
- Horace
- Hunter
- Kindred
- Leonard
- Mapleton
- North River
- Oxbow
- Page
- Prairie Rose
- Reile's Acres
- Tower City
- West Fargo